# 伊塔布纳
伊塔布纳是巴西巴伊亚州的一个市镇。总面积443.2平方公里，总人口21 3656人，人口密度482.1人/平方公里。伊塔布纳是巴伊亚州第6大城市。1910年，伊塔布纳析置自伊列乌斯市。